# Чёрный Адам
Чёрный А́дам (англ. Black Adam) — суперзлодей, а иногда и антигерой комиксов издательства DC Comics. Впервые появился в 1945 году в выпуске The Marvel Family #1 издательства Fawcett Comics как суперзлодей команды Марвел-семья, а позже, в 1970-х годах был «перезапущен» в рамках серии Shazam!, в которой выходят истории о Капитане Марвеле. Первоначально Чёрный Адам изображался как древнеегипетский предшественник Капитана Марвела, который потерпел от него поражение и, дожив до современности, бросил вызов ему и его соратникам. Иногда появлялся в качестве врага Супермена.
В начале 2000-х, писатели Джефф Джонс, Дэвид Гойер и Джерри Одвей переписали образ Чёрного Адама, сделав его антигероем, пытающимся очистить своё имя. За последние десять лет он появился в качестве значительного персонажа в таких сериях как JSA, Villains United, Infinite Crisis, и 52.

## История публикаций

### Fawcett Comics
Исходная версия Чёрного Адама Винсента Гомеса появилась в ходе оригинального запуска Капитана Марвела издательства Fawcett, в The Marvel Family № 1. Тогда им был принц Древнего Египта Тет Адам (буквально переводится, как «Могучий Человек»), которого выбрал волшебник Шазам в качестве своего преемника, поскольку считал его безупречным.
Когда Тет-Адам говорил магическое слово «Шазам», он трансформировался в сверх-сильное существо, Могучего Адама. Обладая теми же силами, что и Капитан Марвел позже, Могучий Адам был развращён столь могучей силой. Волшебник Шазам изначально даровал ему силы, полученные от Греко-Римских божеств, хотя позже этот факт был изменён и он наделил его силами Египетских богов.
Решив, что он должен править миром, Адам свергает и убивает фараона и присваивает себе трон. В гневе Шазам даёт своему заблудшему чемпиону новое имя — «Чёрный Адам» — и, неспособный забрать обратно его силы, изгоняет его на самую далёкую звезду во вселенной.
Следующие пять с половиной тысячелетий Чёрный Адам проводит в полёте обратно, к Земле. К тому времени, как он возвращается, в 1945 году, Шазам назначил трёх новых чемпионов, занявших его место: Капитан Марвел, Мэри Марвел и Капитан Марвел-младший. Попытки Адама захватить мир привели к совету семьи Марвел с Шазамом, на котором тот рассказал им об Адаме. Адам преуспевает в захвате Билли и Фредди, пока они говорили с Шазамом. Он связывает их и собирается убить позже. Но Дядя Марвел освобождает их, в то время, как Мэри отвлекла Адама на себя, позволив им трансформироваться. Адам сражается с Семьёй Марвел, но поскольку обе стороны неуязвимы, схватка продолжается и продолжается без развязки. Капитан Марвел обманывает Адама, чтобы тот сказал «Шазам», что вернуло его в тело Тет-Адама. Пять тысячелетий моментально вернулись к нему и он превратился в прах.
Позже в следующей серии Чёрный Адам воскресает из пепла, затерянного в космосе, непонятным образом и побеждается подобным же способом-он сам снова произносит *Шазам*. Однако, на этот раз он превращается не в пепел, а переносится в прошлое на 5000 лет в Египет — поскольку он жил там ранее.
Чёрный Адам носил костюм, схожий с костюмом Капитана Марвела, но вместо красного с золотом у Адама костюм чёрного с золотом костюма, и Адам не носил плащ.

### DC Comics

#### До Кризиса
После того, как Чёрный Адам был побеждён дважды в 2 выпусках, его воскресили тридцать лет спустя — в Филадельфии доктора Шивана, с помощью машины реинкарнаций (в истории Shazam! DC Comics). Затем он разрушает машину, чтобы его не могли отослать обратно. Согласно Shazam! № 28 Чёрный Адам получает свои силы от Шу (стойкость), Хершефа (сила), Амона (мощь), Зиути (Тот) (мудрость), Анпу (Анубис) (скорость) и Менту (смелость). Чёрный Адам случайно путешествует в 1776 год, когда отправлялся на Скалу Вечности, чтобы уничтожить Шазама по предположению Шиваны, на самом деле Шивана считал, что Адама лишат его сил, на самом деле Капитан Марвел просто отправил его назад во времени. Адам и Капитан сражались и Адам осознал, что ему придётся использовать трюк, чтобы победить. Он заставляет молнию ударить Капитана, что обратило того обратно в Билли, затем хватает его и зажимает ему рот прежде, чем он успевает сказать магическое слово. Затем он летит к ближайшему кораблю и, взяв верёвку, связывает Билли и бросает его в море. Но Билли выплывает и его спасает один из бунтарей колонии, после чего освобождает его. Он осознаёт, что человек Пол Ривер, что иронично, поскольку ранее в истории Капитан восстанавливал его статую и возвращается в своё время, когда Шазам сказал ему о существовании Чёрного Адама. Адама одурачивает Дядя Марвел, чтобы тот сказал слово, когда он шёл к нему отомстить, и зарабатывает амнезию от удара Капитана. После этого Чёрный Адам был задействован в All-New Collectors' Edition № С-58 и пытался уничтожить как Капитана Марвела, так и Супермена. После других нескольких поражений от рук Капитана Адам объединяет силы с Мистером Разумом и до-Кризисной версией его Монструозного Общества Зла и организует штурм Скалы Вечности. Злой бог магии Оггар призывает злую армию из песка и пыли Египта для Адама, чтобы повести её против Билли и его магии. Несмотря на поражение, Адам сбегает. Чёрный Адам в последний раз появился в саге «Война Злодеев» в ходе Кризиса на Бесконечных Землях. Юный Титан Коул трансформировал Адама в статую, но не было рассказано, постоянная ли это перемена.

#### Shazam!: The New Beginning
Происхождение Адама было пересмотрено в мини-серии 1987 года Shazam! The New Beginning, после Кризиса на Бесконечных Землях. В этой временной линии Адам был изгнан не в глубины вселенной, а в другое измерение. Нужда в Капитане Марвеле, чтобы он противостоял Адаму, стала основной причиной выбора Билли Бэтсона волшебником Шазамом. Вскоре после этого Адам был возвращён на Землю специальным устройством, созданным доктором Шиваной. После возвращения он говорил только на египетском (и имел лёгкий загар) и использовал мудрость Зеути, чтобы изучить английский. Персонаж показал себя куда более жестоким и беспощадным, нежели его предыдущее воплощение. Вскоре после своего возвращения он разрушает устройство Шиваны и собирался убить его, однако передумал, поскольку ему был нужен гид в новом мире, поэтому он делает из Шиваны своего раба. Он восхищается новым миром, который он описывает, как: «Интересный город, чьи башни возвышаются выше храмов Мемфиса… телеги, двигающиеся без зверей, которые бы их тянули (машины)… и даже огромный мост из металла, охватывающий широту воды, шире даже Нила во время потопа!» Во время сражения с Капитаном Марвелом Адам, используя суперсилу, держит самолёт, полный пассажиров, и угрожает кинуть его. После этого он прячет самолёт в океане. К счастью Капитан Марвел преуспевает в изгнании Чёрного Адама снова в другой мир и спасает людей.

### New 52
В The New 52 (перезагрузка вселенной DC Comics в 2011 году) Чёрный Адам был упомянут доктором Сиваной во время прослушивания свидетельских показаний волшебника Шазама. Сивана упоминает, что Чёрный Адам был рабом, который был телепортирован из своей тюремной камеры в Скалу Вечности и передал свои силы волшебником. Затем Адам продолжил спасать Кандака от семи смертных грехов, прежде чем исчез. Во время объяснения доктора Сиваны рисунки Чёрного Адама показаны в историческом тексте, что немного отличается от его предыдущих воплощений. Позже доктор Сивана использует свой недавно найденный магический глаз внутри некоторых руин, чтобы прочитать магически скрытый иероглиф, который заставляет стену взорваться, освобождая Чёрного Адама из его гробницы. Затем Адам показан в обновленной версии его оригинального костюма, который включает в себя плащ, капюшон и металлический пояс вместо пояса. Его молния выглядит как отверстие в его теле с магической энергией, видимой внутри него.
В последующем преследовании Чёрного Адама Шазама Билли показано начало происхождения Чёрного Адама. Он сосредоточен вокруг истории Амана, мальчика кандаки, который давным-давно был брошен в рабство и жестокое обращение. Думая, что он наверняка сможет установить отношения и установить связь с другим мальчиком, который страдал так же, как и он, Билли (не слыша остальной части сказки) бросается к Чёрному Адаму и пытается урезонить его. К его удивлению, Чёрный Адам просто хватает его и говорит, что «ничего не знает».
Чёрный Адам показывает Билли остальную часть его происхождения, которая показывает, что у Амана был дядя (который помог Аману избежать рабства), которого звали Адам. Адам был ранен во время их побега, и когда Аман был выбран волшебником, чтобы стать его защитником, Аман поделился своей силой с Адамом, чтобы исцелить его. Впоследствии, хотя Аман хотел использовать свою новую силу, чтобы помочь своему народу и вылечить своих бывших рабовладельцев от их злых душ, Адам только искал мести тем, кто их поработил. С этой целью, когда Аман призвал молнию, Адам, казалось, убил Амана, так что он сам был единственным получателем силы. Однако подробности «смерти» Амана не показаны, оставляя его судьбу открытой для предположений. Чёрный Адам ссылается на «жертву» Амана и говорит Билли, что он пойдет на все.
В финале истории происхождения Шазама Чёрный Адам держит в заложниках приемных братьев и сестер Билли и требует, чтобы он отказался от своей власти, иначе они умрут. Но вместо того, чтобы дать Чёрному Адаму свою силу, он делится ею со своими приемными братьями и сестрами, также наделив их полномочиями «Шазамы». Вместе они сражаются с Чёрным Адамом и «хозяином», в котором обитают семь грехов. В конце концов, сопутствующий ущерб подвергает опасности мирных жителей, поэтому Билли приказывает им спасти людей, пока он один сражается с Чёрным Адамом. Наконец он понимает, что его знания о своих недавно приобретенных силах не могут победить Адама, у которого гораздо больше опыта в использовании его магии, и решает вернуться в свою детскую форму. Как обычный подросток Билли, он бросает вызов Чёрному Адаму, чтобы тот тоже превратился (в Тет-Адама), чтобы бой стал «честным». После некоторого убеждения он делает это, превращаясь в смертную форму, но его тщеславие его погубило. Многие века в мгновение захватило его тело и он превратился в скелет, а потом и в прах.
Во время сюжетной линии Forever Evil революционеры в Кхандаке используют древний свиток, чтобы попытаться воскресить Чёрного Адама, чтобы он снова стал их защитником, чтобы спасти их от их деспотичного правителя. Человек по имени Аман начинает читать древнее заклинание, но прежде чем он успевает его завершить, на них нападают военные. Раненый Аман заставляет свою сестру Адрианну завершить заклинание, которое воскрешает Чёрного Адама. Он приступает к поражению вооруженных сил и убивает правителя Кхандаки. Снова выступая в роли защитника Кандака, Чёрный Адам видит сообщение преступного синдиката «Мир наш» и злится, говоря, что «этот мир никому не принадлежит!». Когда Джимми Олсен активирует свои сигнальные часы Супермена, когда сталкивается с Ультраменом, Чёрный Адам отвечает на звонок и в конечном итоге сражается с Ультраменом. Ультрамену удается победить Чёрного Адама, сломав ему челюсть и бросив его без сознания в океан. Чёрному Манте удалось выловить Чёрного Адама из океана, когда он встречается с Лексом Лютором. Лекс Лютор работает над реанимацией Чёрного Адама. Когда дело доходит до финальной битвы против Преступного синдиката, Чёрный Адам и Синестро перемещают Луну туда, где Солнце в конечном итоге ослабляет Ультрамена. После битвы с Преступным синдикатом было заявлено, что у злодеев, которые помогли остановить Преступный синдикат, будут стерты их судимости. Чёрного Адама и Синестро это не заботило, и их пути разошлись вместе с другими злодеями.

## Силы и способности
Когда Тет Адам/Тео Адам произносит магическое слово «Шазам» (англ. Shazam), он трансформируется в Чёрного Адама и получает силы от древних богов Египта:
| S | что означает стойкость Шу(англ. Shu)           | Используя фактически неограниченную стойкость Шу, Чёрный Адам может противостоять большинству типов физического урона. Плюс к этому он не нуждается в еде, сне, воздухе и может спокойно выжить в космосе. Его божественный метаболизм позволяет ему работать гораздо эффективней, чем любой человек. Поддерживаемый магической энергией, Адам бессмертен |
| H | что означает стремительность Гора (англ. Heru) | Используя суперскорость Гора, Чёрный Адам может двигаться с суб-световой скоростью. В открытом космосе он может развивать засветовые скорости. На земле его скорость держится наравне с Джейем Гарриком (Флэшем). |
| A | что означает силу Амона (англ. Amon)           | Чёрный Адам обладает феноменальным уровнём суперсилы и способен легко гнуть сталь, пробиваться сквозь стены, создавать сильные звуковые волны, хлопая руками, и поднимать огромные объекты. Его сила изначально изображалась на одном уровне с силой Супермена и Капитана Марвела, иногда даже больше их сил. Как минимум, один раз Чёрный Адам был способен продержаться против объединённой мощи Лиги Справедливости и Общества, Великой Десятки и Юных Титанов. |
| Z | что означает мудрость Джехути (англ. Zehuti)   | Чёрный Адам имеет постоянный доступ к научным знаниям широкого ряда, что позволяет ему знать множество языков. Мудрость Зиути также снабжает его советами и консультациями в момент нужды. |
| A | что значит мощь Атона (англ. Aton)             | Мощь Атона позволяет Адаму летать, заряжает магическую молнию, что трансформирует его и в дальнейшем увеличивает суперспособности, а также предоставляет ему защиту от большинства магических заклинаний и атак. Адам может использовать молнию, увернувшись от неё и позволив ей ударить противника или цель. Также мощь Атона позволяет ему путешествовать на Скалу Вечности, что, в свою очередь, позволяет ему совершать путешествия меж измерениями и временем. |
| M | что значит храбрость Мехена (англ. Mehen)      | Эта способность по большей части психологическая и даёт Чёрному Адаму сверхчеловеческую внутреннюю силу, из которой он черпает силы во времена отчаянья и, возможно, даёт ему боевые навыки. Храбрость Мехена также даёт ему устойчивость к телепатии и контролю разума. Иногда изображается, что храбрость также даёт ему некую степень дополнительной неуязвимости. Чёрный Адам так же обладает благодаря этому сверхчеловеческой волей. Если он был ранен, то способен восстановиться очень быстро. Потребуется удар такой силы, что большая часть молекул его тела рассеется, что приведёт к физической смерти. |

Плюс к этому все чувства Адама значительно более остры, чем у обычного человека — он заявлял, что может учуять Феликса Фауста по запаху пота. Чёрный Адам часто описывается, как воин, доказавший свою силу и умение, даже до того, как Шазам даровал ему силы.
Не так давно он получил Силу богини Исиды, что сделало его сильным, как никогда ранее. Когда Чёрный Адам произносит магическое слово, он получает все свои способности усиленными из-за силы, полученной от Исиды. Сила Исиды также должна дать ему контроль над природой и телекинез, но он не показывал эти способности.
Произнесение магического слова снова изначально превращало Чёрного Адама обратно в Тео Адама, но когда Спектр забрал его способности в ходе Чёрной Мести, он вернулся в Тета Адама, древнего воина Кхандаки, ставшего исходно Могучим Адамом. Последующие появления в серии 52 также показало Тета Адама, как смертную личность Чёрного Адама. Однако он очень редко добровольно возвращается в свою не могущественную форму. Позже он получает новые силы Египетских богов новой истории, но потом возвращается в обратную мощь старых сил Египетских богов.

## Другие версии

### Billy Batson and the Magic of Shazam!
Чёрный Адам является главным злодеем первой сюжетной арки серии комиксов Billy Batson and the Magic of Shazam! авторства Майка Канкела, все-возрастной серии комиксов, которая находится в своей собственной вселенной, начавшейся с мини-серии Джеффа Смита 2007 года, Shazam! The Monster Society of Evil. Чёрный Адам появляется в первых четырёх выпусках серии, опубликованных в период с конца 2008 года и по начало 2009 года. В этой версии альтер эго Чёрного Адама, Тео Адам, является четырнадцатилетним мальчиком, хотя большая часть его истории остаётся неизменной от оригинальной истории Fawcett персонажа. В контексте истории Шазам заключил заблудшего Тео Адама в альтернативное измерение во времена древнего Египта, лишь для того, чтобы тот стал свободен после битвы между Капитаном Марвелом и Мистером Разумом, открывшей дыру, которая позволила Адаму сбежать из заключения. Однако Тео Адам забыл магическое слово («Шазам»), которое трансформирует его в Чёрного Адама, но после того, как он узнал о том, что Билли Бэтсон стал новым чемпионом Шазама, как Капитан Марвел, Тео призывает на помощь Семь Смертельных Врагов Человека и схватывает Билли, пытаясь выпытать у него волшебное слово. Когда сестра Билли находит брата схваченным, она трансформируется в Мэри Марвел, чтобы спасти его, но Адам услышал её и повторил слово, став снова Чёрным Адамом.

### Flashpoint
В альтернативной временной линии события Flashpoint Чёрный Адам был оспорен Аутсайдером, использовавшем технологию изменения голоса, чтобы призвать волшебную молнию, чтобы превратить его снова в Тет Адама. Аутсайдер затем сбросил его с поезда, на котором они сражались, и Тет получил обширные ранения. Чёрный Адам был позже убит Дж’оном Дж’оннзом.

## Вне комиксов

### Телевидение
- Адам появился в мультсериале 1981—1982 года «The Kid Super Power Hour with Shazam!», рассказывающем о приключениях Капитана Марвела. История его происхождения из мультсериала сходна с оригинальной докризисной историей из комиксов.
- В мультсериале «Бэтмен: отважный и смелый» Чёрный Адам появился в эпизоде «The Power of Shazam», где был озвучен Джоном Димаджио.
- Упоминается в анимационном сериале «Лига Справедливости без границ», в эпизоде «Ancient History»,.
- В телесериале 2001—2011 года «Тайны Смолвилля», в эпизоде «Isis», в музее появляется кинжал Чёрного Адама с табличкой «Кинжал Тет-Адама».
- В мультсериале «Юная Лига Справедливости», в роли члена общества злодеев «Лига Несправедливости».
- Чёрный Адам появляется в короткометражном анимационном фильме «Витрина DC: Супермен/Шазам! – Возвращение Чёрного Адама», Адама озвучил Арнольд Вослу[18][19].

### Кино
- Чёрный Адам является главным антагонистом в полнометражном мультфильме «Лего Шазам: Магия и монстры»
- В сентябре 2014 года Дуэйн Джонсон официально объявил через свой твиттер-аккаунт, что сыграет Чёрного Адама в будущих проектах Расширенной вселенной DC[20]. Кроме того портал Variety сообщает, что для фильма «Шазам» уже назначен сценарист и им станет Даррен Лемке[21][22]. Премьера фильма «Чёрный Адам» в США состоялась 21 октября 2022 года.
- Джонсон должен был исполнить роль Чёрного Адама в художественном фильме «Billy Batson and the Legend of Shazam!» компании New Line Cinema, но проект так и не перешёл в стадию съемок и впоследствии был заброшен[23].
- Чёрный Адам и его домашний питомец, пёс Анубис, озвученные Джонсоном, появляются в сцене после титров мультфильма «DC Лига Суперпитомцы» (2022).

### Видеоигры
- Персонаж появился в качестве злодея в онлайн-игре «DC Universe Online», где был озвучен Александром Брэндоном[24][25].
- Является играбельным персонажем в загружаемом контенте для Lego Batman 2: DC Super Heroes и в Lego Batman 3: Beyond Gotham. В обеих частях игры озвучен Фредом Таташором.
- Также он появился в качестве играбельного персонажа в игре Injustice: Gods Among Us. В режиме истории было показано что после битвы с Кал-Элом, он вернулся назад в Египет к Кхандаку, и объединил свои силы с Изидой и превратил город в оазис. При этом настоящий, а с остальными жизнями на Земле он просто уничтожил.
- Чёрный Адам, озвученный Джои Набером появляется в Injustice 2, как сторонник Супермена и Режима. В режиме истории было показано что после случая с Брэйниаком, Изида погибла вместе с Кхандаком. Чтобы вернуть «королеву», он отправился в странствие и нашёл зону где можно её воскресить. Точнее воскресил бы если не Ра’с Аль Гул. И Ра’с Аль Гул даст ему воскрешение если поделится властью. И Чёрный Адам согласился на все, лишь бы он остался с Изидой. В результате Кхандак восстановлен, и другие города(под руководством Ра’с Аль Гула) в частности.
- Появился в качестве играбельного персонажа в игре-кроссовере MultiVersus.

## Критика и отзывы
- В 2009 году Чёрный Адам занял 16 место в списке 100 величайших злодеев комиксов по версии IGN[26].